# Sötjärnen, Härjedalen
Sötjärnen är en sjö i Härjedalens kommun i Härjedalen och ingår i Ljungans huvudavrinningsområde. Sötjärnen ligger i Henvålen-Aloppan Natura 2000-område.